# Аймак-хазара
Аймак-хазара — народ хазарейского происхождения. Представляют собой одну из этнических групп в составе чараймаков, проживающих в Афганистане.

## Происхождение
Аймак-хазара — самая иранизированная часть хазарейцев, вместе с тем они — самая монголоидная группа в составе чараймаков. В отличие от хазарейцев, исповедующих шиизм, аймак-хазара — сунниты ханафитской ветви.
Хазарейцы и чараймаки являются потомками монгольских и тюркских завоевателей, осевших в Афганистане во времена Монгольской империи. В составе аймак-хазара выделяются 38 отдельных родоплеменных групп.

## Образ жизни
Ранее аймак-хазара вели полностью кочевой образ жизни, однако в последнее время они переходят к полукочевому и оседлому образу жизни. Засухи 50-х и 60-х годов XX века привели к тому, что часть аймак-хазара стала фермерами. Поскольку они живут в одном из самых плодородных районов Афганистана, они могут выращивать рис, хлопок и виноград. Они также выращивают пшеницу и дыни. Пока они занимаются сельским хозяйством, аймак-хазара остаются в городах и живут в кирпичных хижинах, однако в весенние и летние месяцы они путешествуют по горам и живут в палатках.
По сравнению с другими группами в Афганистане женщины занимают более высокое положение. В некоторых племенах девочки не вступают в брак, пока им не исполнится 18 лет, а некоторые отвергают жениха, выбранного для них их отцами.